# Scrupocellaria cyclostoma
Scrupocellaria cyclostoma is een mosdiertjessoort uit de familie van de Candidae. De wetenschappelijke naam van de soort is voor het eerst geldig gepubliceerd in 1852 door Busk.